# Vaapukkasaari (ö i Södra Savolax)
Vaapukkasaari är en ö i Finland. Den ligger i sjön Pihlajavesi och i kommunen Nyslott i  landskapet Södra Savolax, i den sydöstra delen av landet, 270 km nordost om huvudstaden Helsingfors. Öns area är 2,2 hektar och dess största längd är 270 meter i sydöst-nordvästlig riktning.